# Złoć łąkowa
Złoć łąkowa (Gagea pratensis (Pers.) Dumort.) – gatunek z rodziny liliowatych (Liliaceae). Zasięg gatunku obejmuje rozległe obszary Europy z wyjątkiem Wysp Brytyjskich i północnej części kontynentu. W Polsce roślina rozpowszechniona na niżu z wyjątkiem ziemi lubuskiej, świętokrzyskiego i północno-wschodniej części kraju, gdzie jest rzadka, podobnie jak na pogórzu i w górach.

## Morfologia

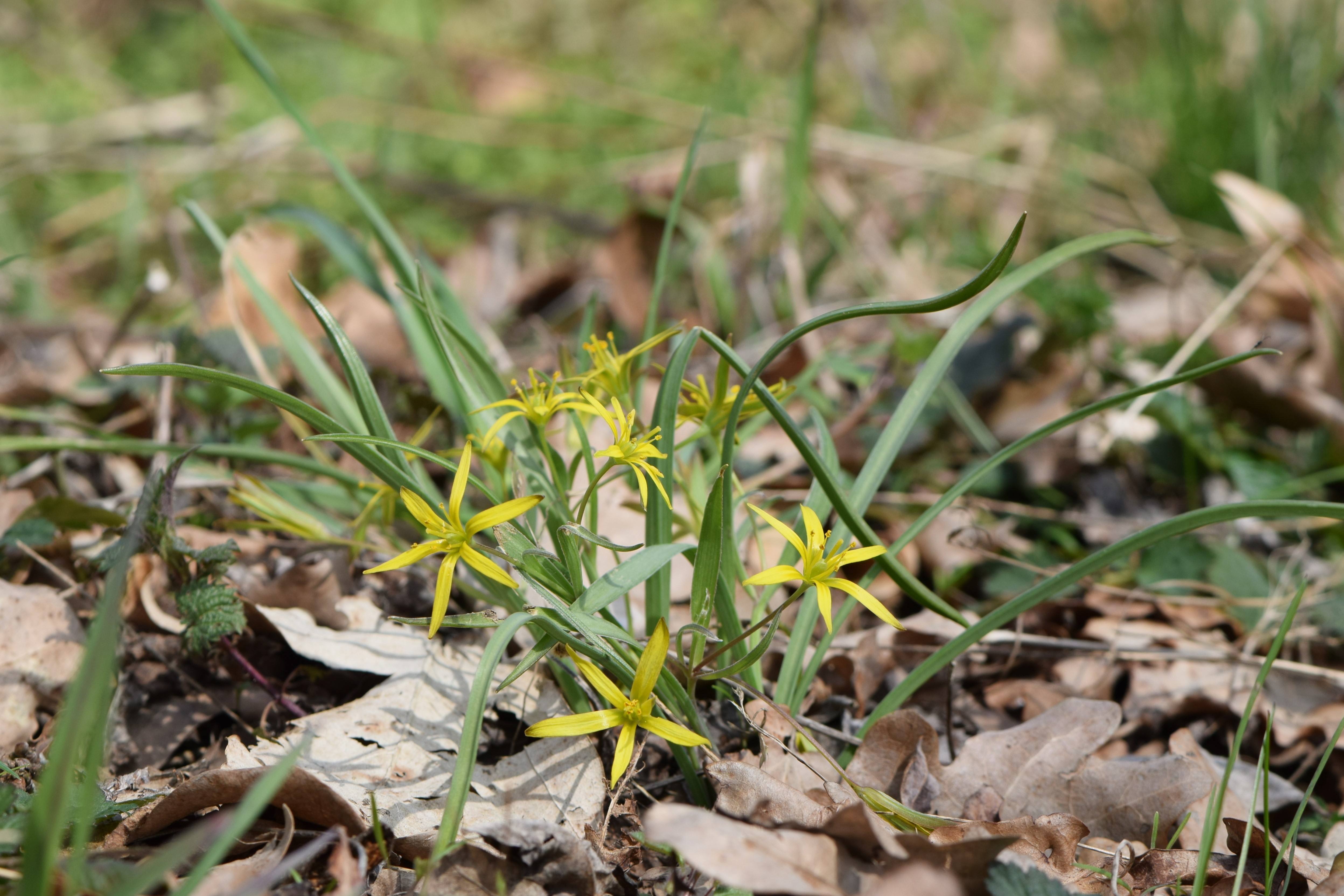
Pokrój w czasie kwitnienia

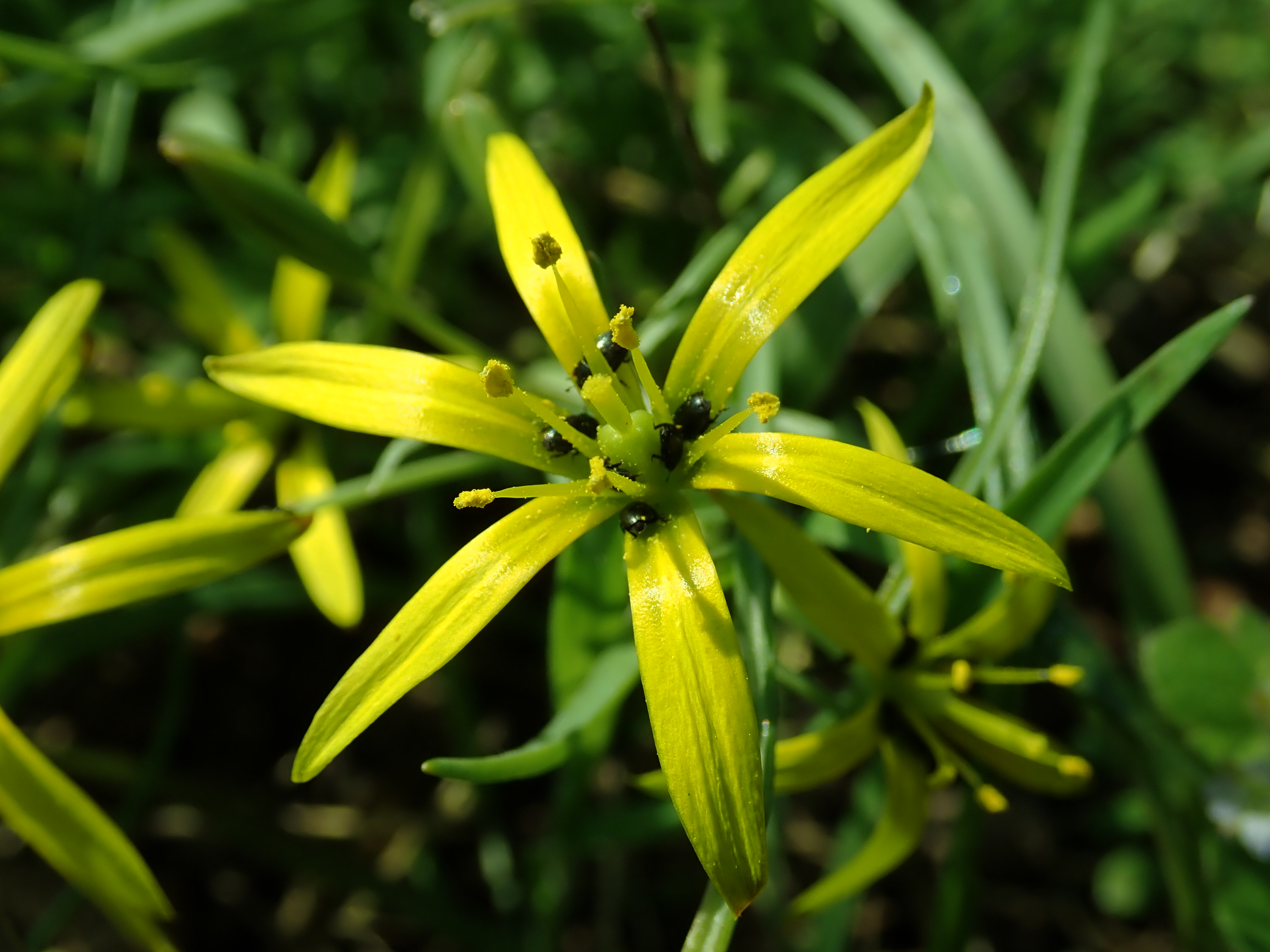
Kwiat

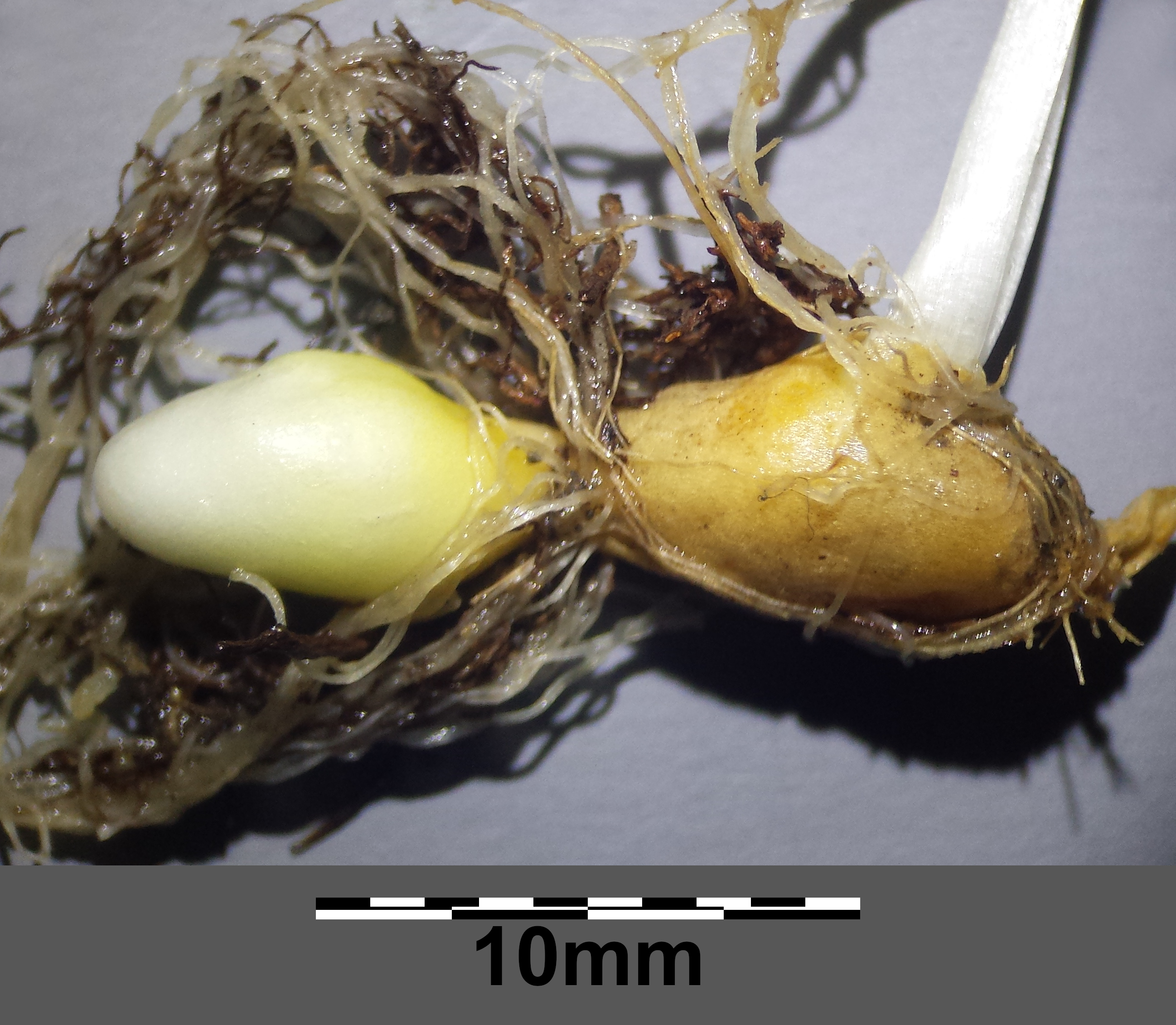
Cebulki

PokrójRoślina zielna wysokości 6–15 cm, naga.
CebulaObok cebuli głównej w łupinie dwie mniejsze, boczne cebulki rozwijające się na krótkich trzoneczkach.
LiścieOdziomkowe w liczbie 1–2, płaskie, równowąskie, ostro zakończone, z kantem na grzbiecie, szerokości 2–4 mm. Łodygowe w liczbie 2–3, równowąskie, owłosione na brzegu.
KwiatySzypułki nagie. Kwiatostan składa się z 1–5 kwiatów. Sześć listków okwiatu barwy żółtej, od zewnątrz z zielonymi smugami tępo zakończonych, o długości 14–20 mm.
OwoceTorebki.

## Biologia i ekologia
Bylina, geofit. Kwitnie w kwietniu i maju. Nasiona rozsiewane są przez mrówki. Rośnie na polach, przydrożach i miedzach, w miejscach trawiastych oraz w zaroślach. Występuje zarówno na glebach piaszczystych, jak i gliniastych, przy czym preferuje gleby luźne, miejsca słoneczne i suche. Gatunek wyróżniający zespołu Papaveretum argemones.

## Zagrożenia i ochrona
Roślina umieszczona na Czerwonej liście roślin i grzybów Polski (2006) w grupie gatunków narażonych na wyginięcie (kategoria zagrożenia: V). Najwyraźniej omyłkowo, zważywszy na szerokie rozprzestrzenienie gatunku. Na liście wydanej w 2016 roku gatunek nie został ujęty.